# Vico C
Vico C, nome artístico de Armando Lozada Cruz, (8 de Setembro de 1971, Brooklyn, Nova Iorque), é um cantor de rap norte-americano com ascendência porto-riquenha. Filho de pais porto-riquenhos, foi criado no setor de Puerta de Tierra, em San Juan. Com apenas 9 anos de idade, Luis Armando começou a dar seus primeiros passos na arte guiado por Pedro Santaliz, na companhia Teatro Pobre de America. Quando começou a difundir-se a canção "Rapper's Delight", o jovem se sentiu cativado por um novo gênero musical. Por causa da influência de rappers como Run DMC e Sugar Hill, sua carreira musical começou, em 1988. Foi quando formalizou seu nome artístico como Vico.
Com um ano de estrada, Vico se transformou em uma expressão musical que arrancou o delírio da geração daquele momento. Adicionou a letra C para que o nome se tornasse mais atrativo e após, tornou-se um dos primeiros porta-vozes do rap underground em Porto Rico.
No final da década de 80, a produção independente de La recta final já havia vendido mais de 300 mil cópias no mercado hispânico. O álbum posterior, em 1992, com as músicas Saboréalo e María recebeu o disco de ouro e de platina. Com o lançamento seguinte, Explosión, Vico C firmou-se no mercado de Hip Hop e Reggaeton.
A partir de 1994 estabelece seu próprio selo, VC Records, e lança diversos artistas como Liza M, Franceska e Lissy Estrella. Acredita-se que Vico C também tenha lançado DJs de destaque como DJ Negro, DJ Playero e DJ Nelson.
Mas o uso de drogas e álcool, que trouxe como consequência um acidente de carro, interrompeu a carreira de Vico C.
Depois de 4 anos afastado do meio artístico, Vico C retomou sua carreira no fim de 1998, lançando a produção Aquél que había muerto (aquele que havía morrido). Este álbum chegou a vender mais de 300 mil cópias só nos Estados Unidos e 200 mil em Porto Rico e Caribe.
Depois, lançou os CDs Vivo (vencedor do Grammy Latino na categoria Música Urbana), Emboscada e En Honor a la Verdad. Este último tornou-se mais conhecido devido à música Para Mi Barrio, executada nas principais rádios do ocidente (inclusive no Brasil). Em 2004 Vico C ganhou outro Grammy Latino na mesma categoria, com o álbum En honor a la verdad.
Em 2003, ele teve uma recaída e quase perdeu a vida: "[...] quase morri por uma overdose. Foi uma mistura de cocaína, heroína, comprimidos e álcool. Meu pai, Rafi Lozada, me encontrou quase morto e me reviveu com gritos e respiração artificial. Rapidamente me levaram ao hospital Hoare onde os médico fizeram o milagre de me salvar", disse o rapper.
De 2003 até 2005, Vico C ficou internado em um centro de recuperação evangélico na Flórida. Quando saiu, afirmou para a imprensa que estava "limpo" e sem "recaídas", sustentando que não está só reabilitado fisicamente, mas também espiritualmente.
Nesse mesmo ano o rapper lançou o álbum Desahogo, distribuído pela EMI Latin. O álbum possui faixas inéditas que contam com a participação de artistas ilustres da música latina como: Eddie Dee, Gilberto Santa Rosa, Cultura Profética, Mala Rodríguez e Ivy Queen. Menos de uma semana após o lançamento, o álbum já estava na 11ª posição no ranking dos álbuns latinos mais vendidos (na lista da Billboard).
Em 2006, Vico C lançou os álbuns El Encuentro e MTV Unplugged.

## Discografia
- 1991 - Hispanic Soul
- 1993 - Xplosion
- 1995 - Con poder
- 1997 - Aquel que había muerto
- 2002 - Emboscada
- 2004 - En honor a la verdad
- 2005 - Desahogo
- 2009 -  Babilla

## Videos oficiais e não-oficiais
- Me acuerdo
- Saboréalo
- Maria
- El amor Existe
- La recta final
- Explosion
- Bomba para afincar
- Quieren
- Aquel que habia muerto
- Emboscada
- Los perros
- Super Heroe
- Live
- 5 de septiemre (Reggaeton version)
- 5 de septiembre (Acustic Version)
- Desahogo
- 12 dicipulos (Reggaeton version)
- 12 dicipulos (Salsa Version)
- Tiempo
- Reggae Kumbia
- The noise 7
- Dj dicky
- Traigo la bomba

## Prêmios
- 2 Grammys Latinos
- 1 Prêmio Billboard
- 1 Prêmio Arpa
- 1 Prêmio Alma
- 1 Prêmio Fama
- 7 MTV Music Awards
- 40 Discos de Ouro
- 60 Discos de Platina

## Outras participações
- 1.Bajando(Trilha-sonora do filme Undersuspition)
- 2.Reggae Kumbia (Kumbia Kings)
- 3.Después De La Caída (Funky e Rene G)
- 4.Escúchalo
- 5.Que Cante la Esperanza (Jossie Esteban)
- 6.La Calle
- 7.La leyenda (Mexicano)
- 8.Libera Tu Espíritu (Campaña Triple S)
- 9.La segunda Cita (Liza M.)
- 10.Quiero Que Me Habrán Paso
- 11.Blanca (Jossie Esteban)
- 12.Se Te Apago El Bling Bling (12 Dicipulos)
- 13.Traigo La Bomba (Toño Rosrio)
- 14.Tiempo (Jarabe de Palo)
- 15.Seis Fantásticos (Sindicato de Hip Hop Argentino)
- 16.Que, Como (Mas Flow 2)
- 17.Se Te Apago El Bling Bling (12 Dicipulos)
- 18.Junto A Ti (Sin bandera)
- 19.Junto A Ti [Versión Urbana] (Sin Banderas)
- 20.El Carretero (Lucecita Benitez)
- 21.Tu Hijo Se Muere (Michael Stuart)
- 22.La Vecinita (Bandoleros Reloaded)
- 23.La Mania (Viva Navidad, Especial del Banco Popular de Puerto Rico)